# Johan Skyttes hus

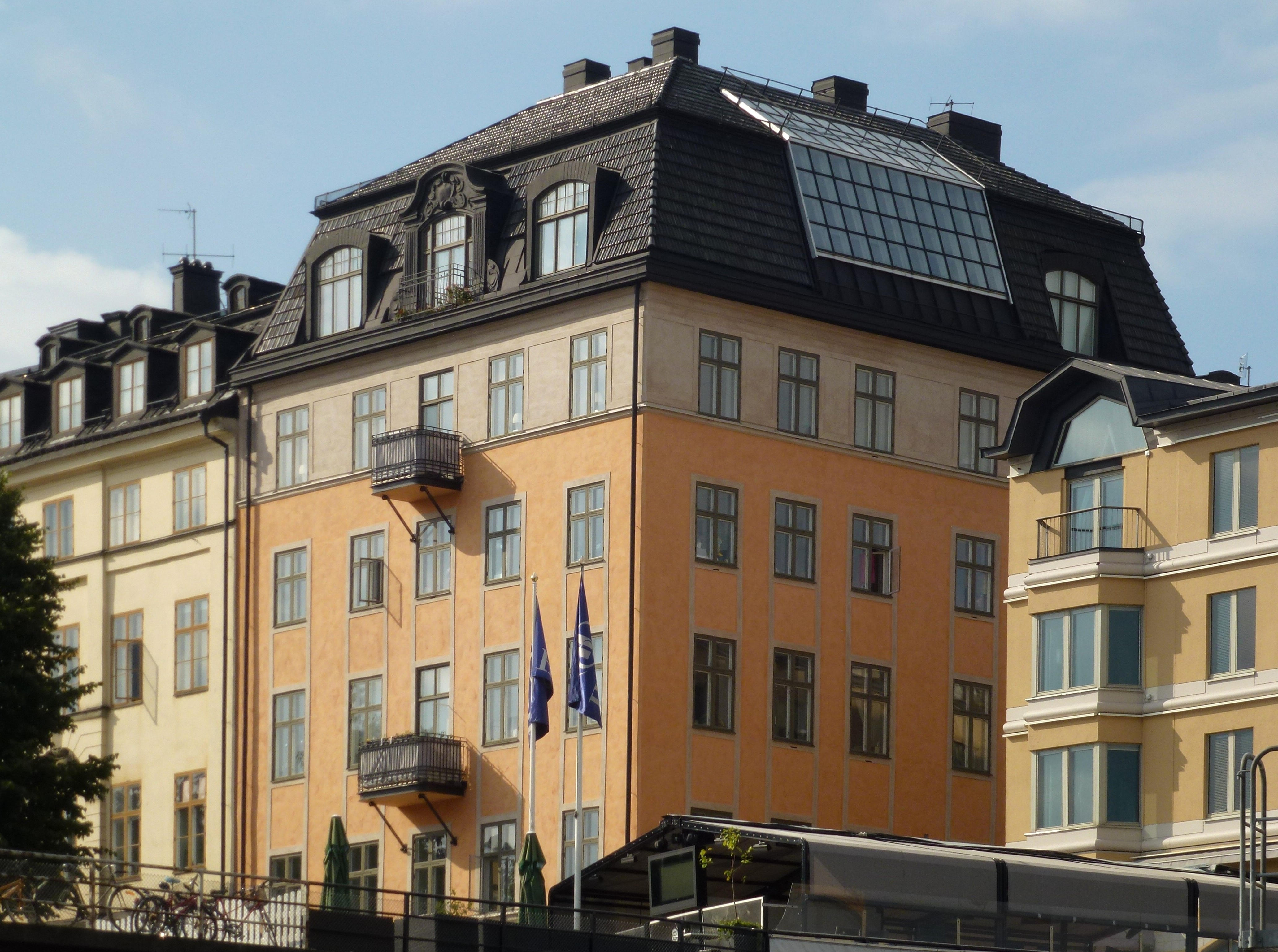
Johan Skyttes hus med det stora ateljéfönstret.

Johan Skyttes hus ligger i kvarteret Överkikaren vid Södermalmstorg 4 på Södermalm i Stockholm. Byggnaden uppfördes  på 1640-talet för riksrådet Johan Skytte. Fastigheten Överkikaren 1 är q-märkt i gällande detaljplan samt blåmärkt av Stadsmuseet i Stockholm vilket innebär att bebyggelsen bedöms ha synnerligen höga kulturhistoriska värden. Byggnaden har också ett stort personhistoriskt intresse genom ateljévåningen som konstnären Anders Zorn lät inreda åt sig själv 1913 och som senare även hyrdes av Astri och Evert Taube. Fastigheten ägs sedan 1952 av AB Stadsholmen.

## Historik

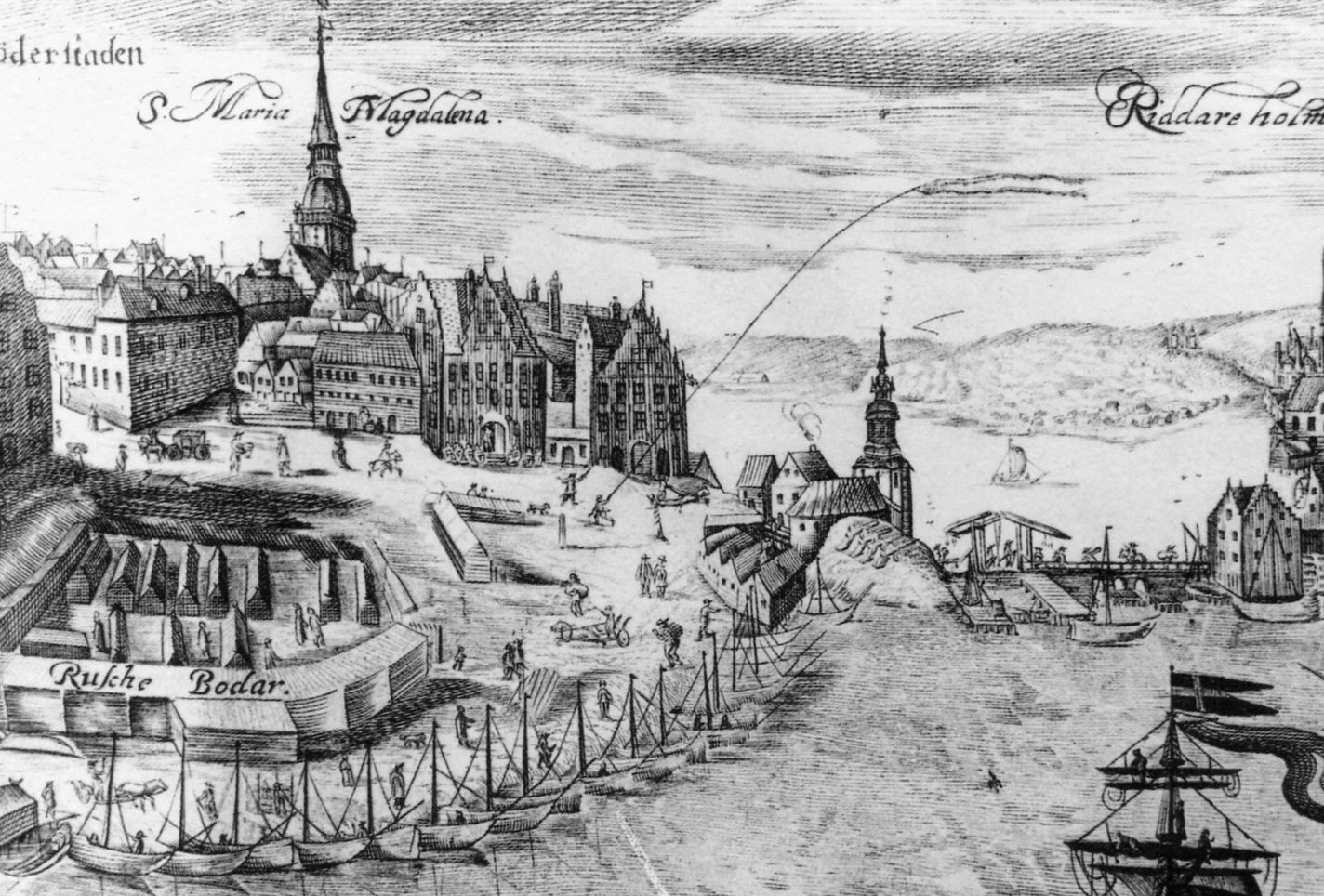
Hartmanns kopparstick från 1650-talet.

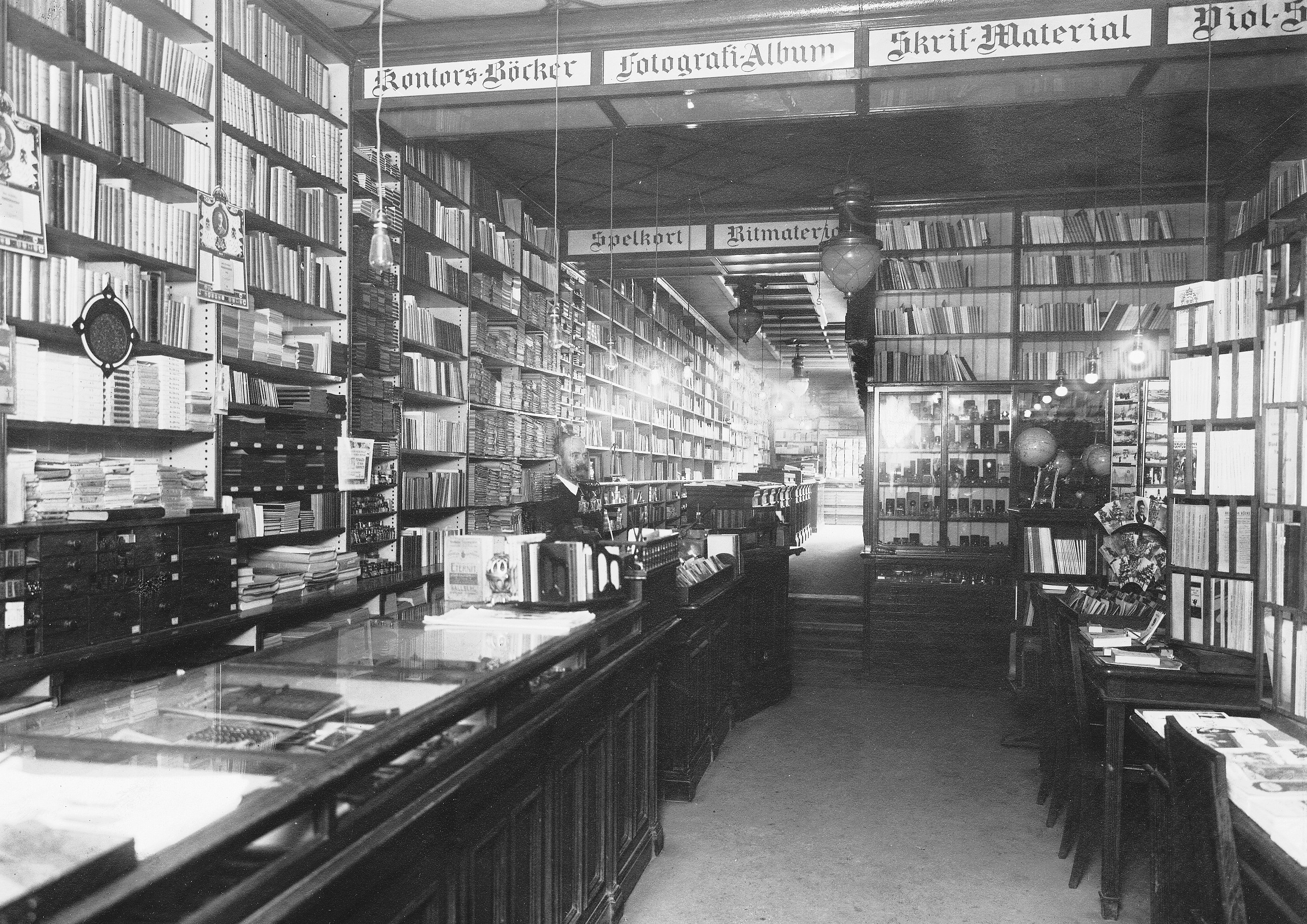
August Rietz Bokhandel, 1920-tal.

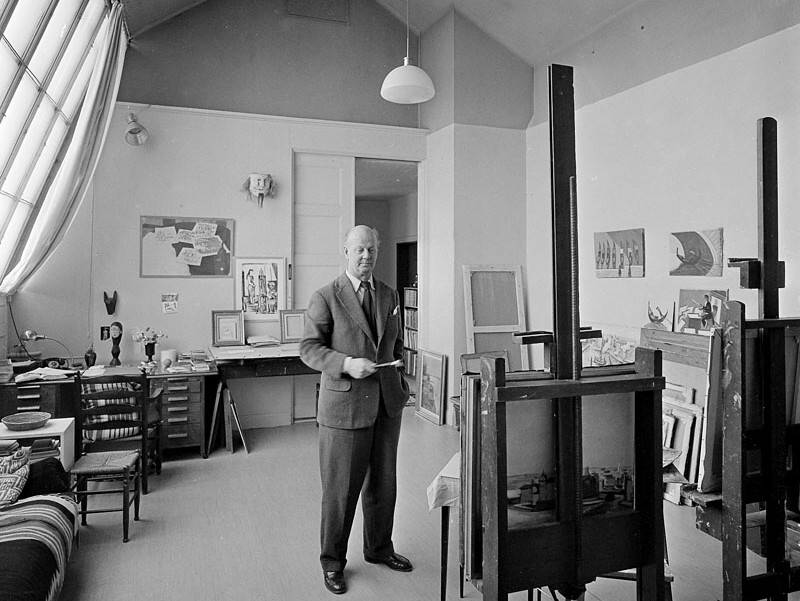
Kurt Jungstedt i sin ateljé 1955.

De äldsta bevarade stenhusen på Södermalm (bortsett från ett litet hus på Klevgränd 1c) ligger i kvarteret Överkikaren och i fonden av Södermalmstorg. De uppfördes i samband med Södermalms stadsplanering som började 1641 (se även Stormaktstidens första stadsplan). Då planlades Malmtorget (nuvarande Södermalmstorg) regelbundna form och härifrån drogs två gatusträckningar i rät vinkel till varandra: Hornsgatan mot väst och Götgatan mot syd. Dessa skulle bli stommen i stadsplanen för Södermalm.
Johan Skytte hade liksom grannen Jacob Grundel den äldre erhållit denna tomt i kvarteret Överkikaren som ersättning för en gård som revs i samband med stadsplaneningen på Södermalm. Den nya tomten var något större än den gamla och Skytte fick erlägga mellanskillnaden. Tomten utstakades i december 1644 i enlighet med den rutnätsplan som sedan 1641 började läggas ut över de norra delarna av Södermalm.
Tomten för hörnhuset med adress Södermalmstorg 4 uppläts 1644 till riksrådet Johan Skytte och huset uppfördes på 1640-talet. Skytte avled i maj 1645, men hans arvingar färdigställde byggnaden som stod klar senast 1649. Från den tiden existerar ett kopparstick av Wolfgang Hartmann som visar bland annat det nyreglerade Södermalmstorg. Skyttes hus har tre våningar i höjd och trappstagsgavel. Till vänster därom syns Jacob Grundels hus under uppförande. 
Byggnaden blev delvis ombyggd efter Mariabranden 1759. Ännu 1760 omtalas huset som avbränt och i 1761 års brandförsäkring framgår att "hus nr 1 åter uppbyggt efter 1759 års brand". Det är okänt hur mycket av det avbrännda huset kunde återanvändas men det var vanligt att inte riva mer än nödvändigt. Återuppbyggnaden genomfördes efter ritningar signerade av Carl Henrik König, Stockholms stadsarkitekt (1726-1804), som även bodde i huset. Under slutet av 1800-talet och fram till 1912 ägdes fastigheten av den vid tiden mycket kände juveleraren Christian Hammer. 1907 utfördes en genomgripande ombyggnad
såväl ut- som invändigt efter ritningar av arkitekt Carl Kempendahl.
Efter 1913 ägdes huset under några år av järnhandlaren Julius Sjögren. Då höjdes husets takvåning för att rymma konstnären Anders Zorns ateljé, som hade här sin stockholmska bostad och ateljé mellan 1913 och 1920. I samband med ombyggnaden tillkom även det stora ateljéfönstret mot norr samt tre takkupor mot torget. För den arkitektoniska utformningen svarade Sigurd Westholm och John Alban Bagger. Nästa ägare efter Sjögren var bokhandlaren August Rietz som drev sin stora bokhandel i bottenvåningen. I Stockholms adresskalender från 1917 uppges Rietz som ägare och Zorn samt Sjögren som hyresgäster.
På 1950-talet arbetade konstnären Kurt Jungstedt här. Jungstedt var nära vän till Evert Taube som övertog ateljén efter honom och hade den till sin död 1976. År 1988 renoverades huset. Ateljén disponeras för närvarande (2021) av konstnären Ernst Billgren.